# بخش آرمرده
بخش آرمرده یکی از بخش‌های شهرستان بانه در استان کردستان است.

## جمعیت
براساس سرشماری مرکز آمار ایران در سال ۱۳۹۰، جمعیت بخش آرمرده ۹۶۰۱ نفر بوده‌است.

## تقسیمات کشوری
بخش آرمرده از دو دهستان تشکیل شده‌است:
- دهستان پشت آربابا
- دهستان بله که